# 孟加拉国步枪队叛乱
孟加拉国步枪队叛乱发生于2009年2月25日至27日，孟加拉国步枪队的成员在首都达卡的步枪队总部发动叛乱，并和政府军警发生枪战，事造成至少81人死亡、50多人失踪。孟加拉国步枪队是孟加拉国的准军事力量，接受孟加拉国军队的指挥，主要负责边境巡逻，共有6.7万名成员。

## 经过
在2009年2月25日上午，数千名孟加拉国步枪队的成员因福利待遇差和不愿受军队指挥等原因，在首都达卡的步枪队总部发动叛乱，并和来自孟加拉国军队的指挥官发生枪战。叛乱事件发生后，孟加拉国派出数百名军人、警察和快速反应部队包围了步枪队总部。25日下午，总理谢赫·哈西娜和步枪队的代表举行会谈，宣布赦免发动叛乱的步枪队成员，而步枪队代表答应解除武装。26日凌晨，步枪队开始解除武装，孟加拉国政府官员说，叛乱事件造成至少50人死亡。26日中午，在步枪队总部，步枪队和政府军警再度发生枪战，造成至少2人受伤。26日晚，步枪队成员在全部解除武装后返回营地，孟加拉国警察完全控制步枪队的总部，被困在步枪队总部内的100多名军官及其家属重获自由。27日，约200名步枪队成员在试图从总部逃出时被捕。

## 事后审判
2013年11月5日，孟加拉首都達卡的特別法庭宣布對領導叛變823名士兵和23名公民的判決結果，有多達152名士兵被判死刑、161人被判無期徒刑，另有262人面臨十年徒刑，涉援助叛變的孟加拉反對黨議員和執政黨官員也被判刑。然而人權組織「人權觀察」表示，讓上百名被告擠在一個法庭上，被告根本無法與辯護律師交談，有違國際法定秩序。該組織還指控，審判過程存在刑求逼供情形，至少47人死於獄中。